# بنجامين مولر
بنجامين مولر (بالألمانية: Leopold Müller)‏ (و. 1822 – 1893 م) هو طبيب، وأستاذ جامعي، وجراح ألماني، ولد في ماينتس، توفي في برلين، عن عمر يناهز 71 عاماً.

## مناصب
تولى منصب Foreign government advisors in Meiji Japan ‏
.

## التعليم
تعلم في جامعة بون
.